# تاش‌قلعه (سینجیک)
تاش‌قلعه (انگلیسی: Taşkale) (به کردی: Tîxinkar) یک منطقه مسکونی در ترکیه است که در استان آدیامان و در ناحیه سینجیک واقع شده‌است.